# Каваљиони (Бјела)
Каваљиони је насеље у Италији у округу Бијела, региону Пијемонт.
Према процени из 2011. у насељу је живело 115 становника. Насеље се налази на надморској висини од 569 м.